# Podvrško
Podvrško is een plaats in de gemeente Cernik in de Kroatische provincie Brod-Posavina. De plaats telt 357 inwoners (2001).